# Association Tulipe
L’association Tulipe (Transfert d’urgence de l’industrie pharmaceutique) est une organisation non gouvernementale française au statut d’association reconnue d’utilité publique à vocation médicale.
Elle a été créée en 1982 par le Syndicat National de l’Industrie Pharmaceutique (SNIP), aujourd’hui devenu organisation professionnelle des entreprises du médicament (LEEM). Tulipe apporte une aide en médicaments et produits de santé aux organisations non gouvernementales (ONG) intervenant en zones de guerre, de catastrophes naturelles et de crises sanitaires.
L’association fonctionne grâce aux cotisations des entreprises adhérentes et à leurs dons en médicaments. Tulipe, au statut d’établissement pharmaceutique agit comme un intermédiaire entre les entreprises de santé donatrices et les ONG réceptrices.

## Histoire
C’est l’état de guerre en Pologne en 1982 qui pousse les professionnels de la santé à créer l’association Tulipe .
L’association est intervenue depuis 1982, via des dons de produits de santé, dans de nombreuses zones de catastrophes naturelles, de crises sanitaires et de conflits. Dès les premières années après sa création, l'association parraine des organisations humanitaires médicales en donnant du matériel de santé. Tulipe prépare aussi des cantines d'urgence médicale mises à disposition à partir de 1984 à des ONG et des médecins partant en mission humanitaire . En 1984, Tulipe participe à l'opération Sahel 1984. Des cantines de médicaments sont alors transportés par les Camions de l'Espoir à destination des pays du Sahel lors de la crise alimentaire touchant les populations de la région . L'association fournit 3,5 tonnes de produits de santé, soit une centaine de cantines .

### Aides médicales 1984-2003
En 1984, l'association avait déjà parrainé huit opérations médicales d'urgence, dont deux en Pologne avec Médecins du monde et une en Afghanistan avec Aide médicale internationale . Tulipe intervient en 1989 à Madagascar lors d'une épidémie de paludisme. Lors du tremblement de terre dévastateur qui frappe l'Iran le 21 juin 1990 faisant plus de 45 000 morts, l'association apporte une aide en produits de soins . Une aide médicale est envoyée au Pérou lors d'une grave épidémie de choléra frappe le pays en février 1991. Lors d'une épidémie de Tuberculose au Cambodge, l'association apporte également un soutien avec l'envoi de médicaments à la population. En décembre 2001, lors de la guerre en Afghanistan, Tulipe intervient avec un envoi de trois tonnes de médicaments que l'association déclare avoir envoyé pour les soins d'urgence . Tulipe intervient lors de la guerre en Irak en 2003 avec des dons de matériel médical à la Croix Rouge à destination des réfugiés, situés dans les pays limitrophes.  

### Interventions depuis 2004
Quatre tonnes de produits de santé collectés par l’association ont été envoyés en Asie après le Tsunami en 2004. D'autres dons de médicaments et matériel médical sont effectués par Tulipe puis envoyés au Liban en 2006, lors de la guerre avec Israël , en Birmanie, à Haïti en 2010 lors du tremblement de terre , aux Philippines en 2013  ou encore en Syrie depuis 2012 avec notamment l'association Urgence Solidarité Syrie. L’association a envoyé des malles de médicaments via lors du séisme au Népal de 2015 , via son partenaire SSF, le Corps Mondial de Secours USAR, le ministère des Affaires Etrangères et les autorités Népalaises . En septembre 2017, l'ouragan Irma frappe les Caraïbes et les Antilles. Pour venir en aide aux populations de Saint Martin, de Saint Barthélémy et en Haïti, l'association Tulipe prépare, puis donne une vingtaine de kits médicaux, soit plus d’une tonne de produits . Des ONG comme Secouristes sans frontières distribuent ensuite ces dons sur place .

### Partenariat avec le Centre de crise et de soutien
Le 19 décembre 2017, une convention de partenariat concernant les opérations humanitaires menées par le Centre de Crise et de Soutien est signée entre le Ministère de l’Europe et des affaires étrangères et le président de l’association Tulipe. Cette convention organise le soutien direct par Tulipe des opérations de première urgence menées par le CDCS lors de crises humanitaires[réf. souhaitée].

### Interventions au Liban
À la suite de l’explosion au Port de Beyrouth le 4 août 2020, l’association Tulipe récolte et prépare des kits d’urgence qui sont acheminés puis distribués quelques jours après la catastrophe par Première Urgence Internationale , avec le soutien du ministère des Armées et de l’UNICEF. D’autres dons sont effectués via l’Ordre de Malte au Liban entre 2020 et 2021.
En 2021, l’association contribue également à un don d’un million d’euros en matériel médical pour le Liban avec les ministères de l’Europe et des Affaires étrangères, des Solidarités et de la Santé, en coordination avec le Centre de Crise et de soutien du ministère de l’Europe et des Affaires étrangères .

### Interventions en Afghanistan et en Haïti
Tulipe donne aussi du matériel de santé et des médicaments pour l’Afghanistan . Après le séisme du 14 août 2021 en Haïti, une frégate de surveillance de l'armée française est affrétée pour transporter du matériel humanitaire, dont 30 malles (1,7 tonne) de matériel médical en partenariat avec le Centre de crise et de soutien.

### Guerre en Ukraine

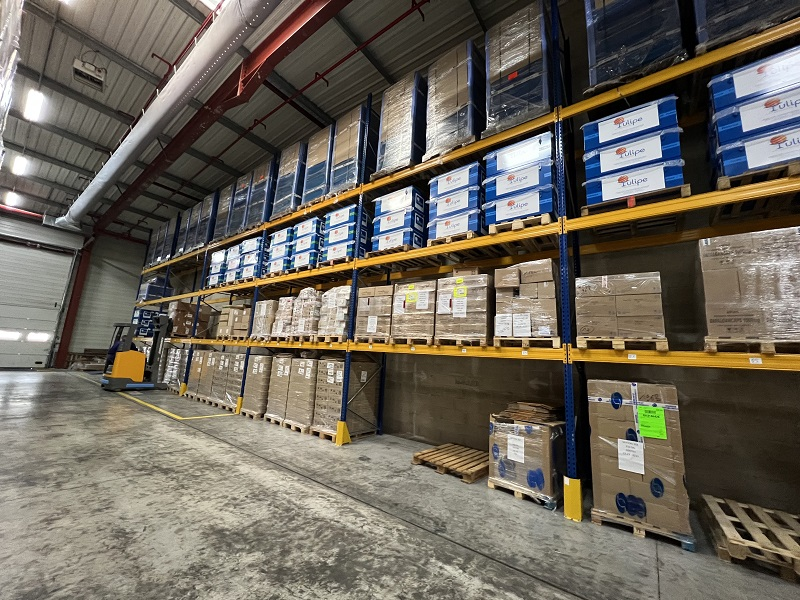
L'entrepôt de l'association Tulipe situé à le Thillay, à proximité de l'aéroport de Roissy

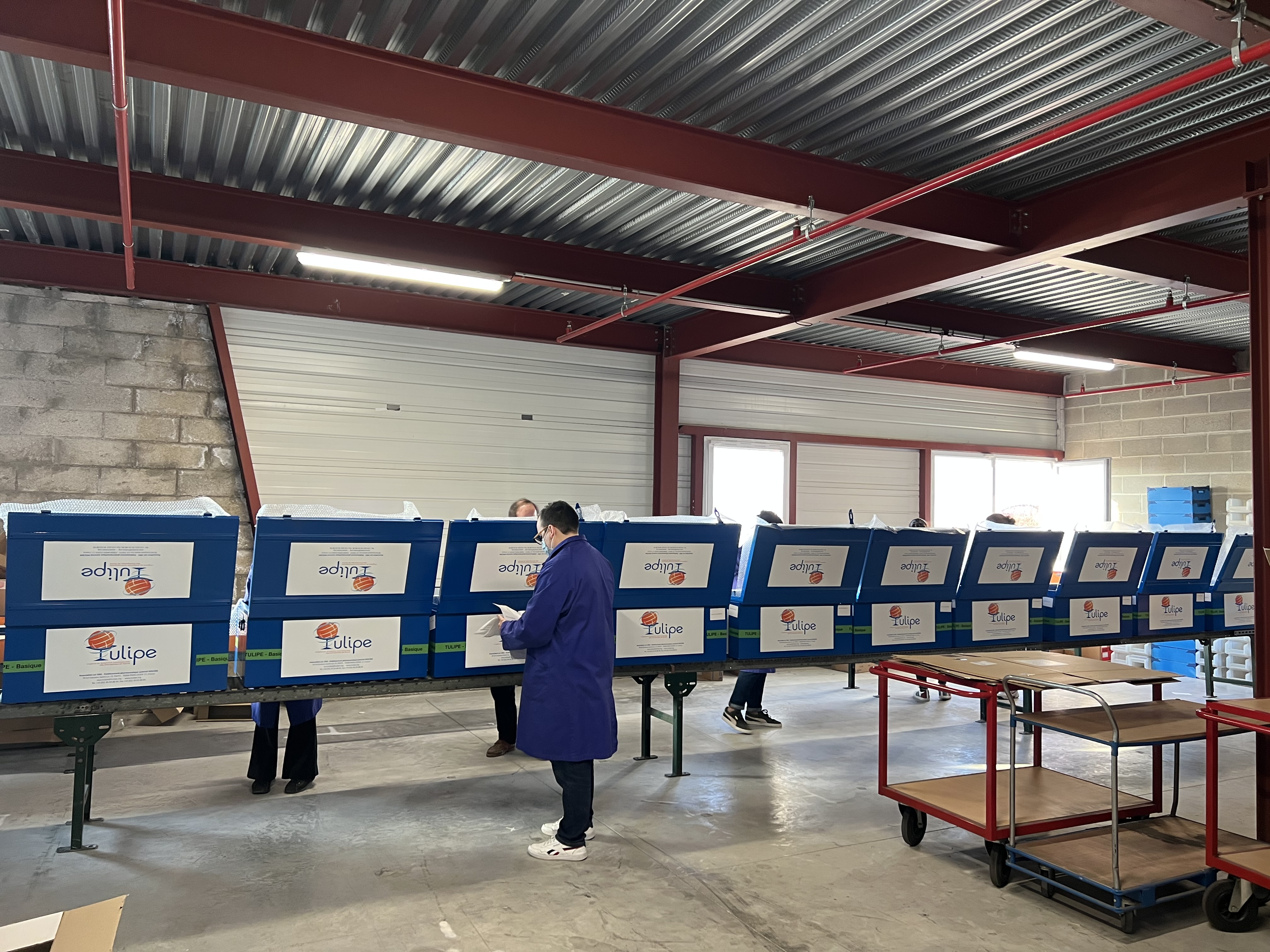
Journée de remplissage de kits de médicaments d'urgence, destinés à être donnés aux ONG œuvrant lors de la guerre en Ukraine (avril 2022).

L’association et ses bénévoles se mobilisent après l’invasion de l’Ukraine par la Russie déclenchée le 24 février 2022. Plusieurs organisations et associations comme la Croix Rouge Ukrainienne, Première Urgence Internationale ou l’Aide Médicale Caritative France-Ukraine lancent des appels aux dons , les acheminent et les distribuent pour aider à la prise en charge des blessés civils et militaires.
Depuis son entrepôt, proche de Roissy, l’association Tulipe prépare et donne depuis le début de la guerre des malles remplies de matériel médical d'urgence . Les dons de l'association ne sont réalisés uniquement qu'en réponse aux demandes faites par les organisations bénéficiaires  ou via le Centre de crise et de soutien du ministère de l’Europe et des affaires étrangères.
Le 21 mars 2022, une opération de solidarité exceptionnelle est organisée par le gouvernement français, Tulipe y contribue avec un don de neuf tonnes de médicaments. L'association est soutenue par les entreprises françaises du secteur de la santé et par 15 laboratoires pharmaceutiques. Ces dons permettent la prise en charge de blessés et de malades chroniques en Ukraine .
En mai 2022, Tulipe effectue un don de médicaments et de lait infantile à l'ONG la Chaîne de l'Espoir qui le distribue à l'hôpital régional de Mykolaïv .
Le 28 septembre 2022, l'opération humanitaire "Un bateau pour l’Ukraine" est lancée depuis Marseille. L'association Tulipe participe à ce convoi humanitaire coordonné par le centre de crise et de soutien du ministère de l’Europe et des Affaires étrangères avec un don de 14 tonnes de médicaments et matériel d'urgence .

## Fonctionnement
L'association Tulipe agit comme interface entre les entreprises de santé adhérentes et les ONG. Elle assure la coordination entre les dons de matériel médical de ces entreprises et les associations distributrices de dons dans les zones de conflit, de crise humanitaire ou de catastrophe.
L'association collecte des médicaments et dispositifs médicaux puis s'assure de leur traçabilité et de leur bon usage une fois acheminés sur zone . En effectuant des dons de produits de santé auprès de Tulipe, les entreprises transfèrent la responsabilité pharmaceutique à l'association collectrice.